# Portugese eilanden

Kaart van de Portugese eilanden (rood omcirkeld) in tegenstelling tot het vasteland van Portugal op het Iberisch schiereiland.

De Portugese eilanden (of Insulair Portugal) is de uitdrukking die het Portugese grondgebied aanduidt dat bestaat uit de archipels Madeira en de Azoren, die autonome regio's vormen.
Ze zijn de tegenhanger van Portugal Continental, dat zowel het vasteland van het land als de kleine nabijgelegen eilanden omvat.
In Portugal wordt deze geografische indeling van het land mondeling en schriftelijk vereenvoudigd door het af te korten als "de eilanden".
| Vlag | Naam eiland | Hoofdstad     | Oppervlakte (km²) | Tijdzone |
| ---- | ----------- | ------------- | ----------------- | -------- |
|      | Azoren      | Ponta Delgada | 2.247 km²         | UTC−1    |
|      | Madeira     | Funchal       | 740,7 km²         | UTC      |